# Marcelle Delcour-Guinard
Marcelle Delcour-Guinard née le 26 août 1896 à Meyrin (Suisse) et morte en 1978 est une peintre et sculptrice française.

## Biographie
Issue d'une famille originaire de Blainville-sur-Mer, Marcelle Yvonne Cécile Aimée Delcour-Guinard entre à l'école régionale des beaux-arts de Rennes en 1907, puis est présenté comme peintre par Jules Ronsin (1867-1937) et comme sculptrice le 9 novembre 1918 par Laurent Marqueste (1848-1920) à Beaux-Arts de Paris. Elle intègre l'atelier de Laurent Marqueste, puis de Victor Ségoffin (1867-1925).
En 1920, elle fait la connaissance aux Beaux-Arts de Paris de Robert Raoul André Guinard (1896-1989), élève de Fernand Cormon (1845-1924), puis de Jean-Pierre Laurens (1875-1932). Ils se marient à la mairie du 5e arrondissement de Paris le 22 février 1921.
Le couple part au Maroc en 1934, où naîtront leurs filles jumelles. De retour en France en 1936, les nus de Robert connaissent un certain succès. Le couple part s'installer dans un petit village nommé Crécey dans la commune de Saint-Pair-sur-Mer, lui peint, elle sculpte, ensemble ils élèvent moutons et volailles et auront quelques vaches pendant la Seconde Guerre mondiale. Robert restaure également des tableaux pour les monuments historiques. Ils ont bénéficié des chantiers de la reconstruction après la Seconde Guerre mondiale. Le chanoine Pinel confie à Marcelle de nombreuses restaurations d'œuvres d'art partiellement détruites pendant la guerre.

## Collections publiques
- Gouville-sur-Mer, église statue de Saint-Marcouf, 1956[3].
- Granville :
  - église Saint-Paul : sculptures chapiteaux, statue de Sainte-Thérèse, haut-relief[3] ;
  - square Maurice-Marland : Monument à Maurice Marland (1888-1944).
- Le Mesnil-Garnier, église un bas-relief : Les Quatre bêtes de l'Apocalypse
- Picauville, chapelle du Bon-Sauveur : Chemin de Croix ( Inscrit MH (2006))[4].
- Saint-André-de-l'Épine, église Saint-André : Chemin de croix et la Vierge à l'Enfant.
- Saint-André-de-Bohon, église Saint-André : Chemin de croix, Vierge à l'Enfant (assise), sculptures[5].
- Saint-Georges-de-Bohon, église Saint-Georges : haut-relief Saint-Martin - Saint-Georges et statue de La Vierges[6].
- Saint-Georges-de-la-Rivière, église Saint-Georges : statue de Notre-Dame de Lourdes, inaugurée le 9 mai 1948[6].
- Saint-Georges-d'Elle, église Saint-Georges : une statue de Jeanne d'Arc[7].
- Saint-Germain-sur-Sèves, église Saint-Germain : le maître-autel[7].
- Saint-Pair-sur-Mer, église Saint-Pair : Saint-Michel terrassant le démon, 1938-1939, calcaire, 142 × 51 × 35 cm[8].

## Salons
- Salon des artistes français :
  - 1924 : le comité de l'Association des artistes peintres, sculpteurs, architectes, graveurs et dessinateurs (Fondation Taylor) lui attribue le 27 mai le prix Galimard-Jaubert de 4 800 francs pour sa sculpture exposée au Salon des artistes français[9] ;
  - 1925 : médaille d'argent ;
  - 1932 : troisième médaille.